# Final Conflict
Final Conflict is een Amerikaanse hardcore punkband uit Long Beach (Californië), geformeerd in 1983. Ze hebben verschillende bezettingswijzigingen ondergaan, waarbij het enige constante lid de originele gitarist (en oprichter) Jeff Harp is.

## Bezetting
Leden
- Ron Martinez
- Jeff Harp
- Nick Manning
- Anthony Robles

Voormalige leden
- Johnny Daniels
- Jeff Lennert
- Rob Justice
- Warren Renfrow
- Adam Zuckert
- Travis Laws

- James Scoggins
- Dale Dang
- David Phillips
- Ron Avila
- Anthony Guarino
- Mark David

- John Haddad
- Steve Shears
- Rick Kurtz
- Calum Mackenzie
- Eric Fauver

## Geschiedenis
Final Conflict wordt beschouwd als een van de eerste extreme hardcore punkbands uit Los Angeles/Orange County (Californië). Ze belichaamden een hardcore punkrock in Britse stijl in een tijd dat het punkrockcircuit het zwakst was. Hun doorzettingsvermogen en toegewijde fans hielpen eind jaren 1980 en begin jaren 1990 een opleving van de punkrock in Los Angeles en Orange County op gang te brengen. Final Conflict is door de jaren heen actief en relevant gebleven en toerde met nieuw materiaal. In 2013 herenigde Final Conflict driekwart van de Ashes to Ashes bezetting voor het Chaos in Tejas Festival in Austin (Texas) en het Maryland Death Fest in Baltimore (Maryland) in  2014. De bezetting van de band omvat momenteel de helft van de originele Ashes to Ashes-bezetting uit 1987, Ron Martinez (zang), Jeff Harp (gitaar), Anthony Robles (basgitaar) en Nick Manning (drums) en spelen sinds 2016 consequent met deze bezetting.

## Discografie

### Albums
- 1988: Ashes To Ashes - lp
- 1991: Discharged-From Home Front to War Front - ep compilatie
- 1992: The American Scream - ep 7"
- 1996: V/A Strange Notes - A Germs Cover Compilation - cd
- 1997: Face Extinction - ep 7"
- 1997: INSTITUTION - ep 7"
- 1997: Split with "No Reason" - ep split 7"
- 1997: Rebirth - lp
- 1997: Final Conflict - ep 7"
- 2006: No Peace On Earth, No Rest In Hell - lp
- 2007: V/A What Are We Fighting For? - A Dead Kennedys Tribute Album
- 2013: Nineteen Eighty-Five Demo - lp
- 2014: Ashes to Ashes - lp + 2xcd (bevat 1985 demo) opnieuw uitgebracht